# Gesta Bárbara

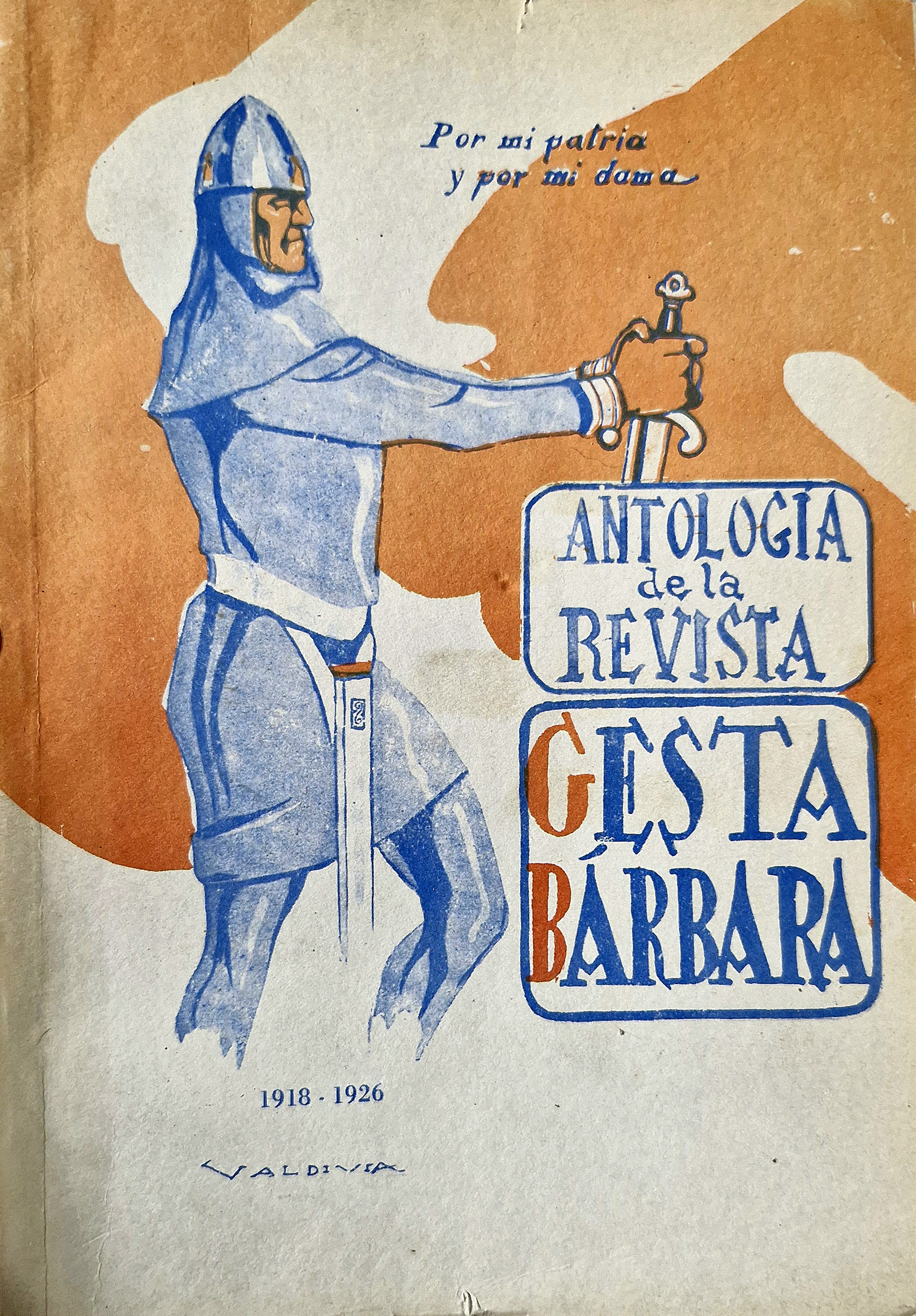
Portada original de la revista Gesta Bárbara utilizada para la publicación de la antología.

Gesta Bárbara fue un movimiento cultural boliviano, surgido el 16 de junio de 1918 en la ciudad de Potosí. Iniciado por Carlos Medinacelli y Gamaliel Churata. Su principal espacio de difusión lo constituyó la revista homónima que tuvo varios periodos. El movimiento, que congregó a un importante número de artistas e intelectuales fue muy influyente en el siglo XX y aún en el arte del siglo XXI ya que plantearon cuestiones relevantes a la identidad local y la relación y contraposición de lo indio con los imaginarios de identidad republicana y ciudadana de la época reflejados en el arte y su concepción.

## Historia

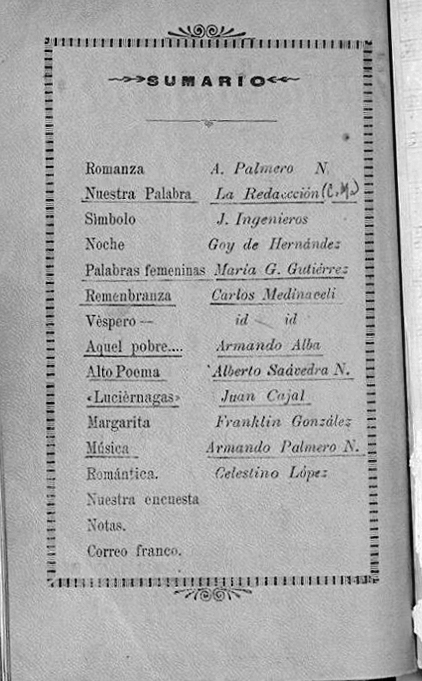
Contenido de la primera edición de Gesta Bárbara, Churata entonces usa el seudónimo de Juan Cajal.

Surgida a inicios del siglo XX en la ciudad de Potosí, conocida por su riqueza y explotación minera de plata, se cree que Gesta Bárbara, se inspiró en la obra Castalia bárbara, de Ricardo Jaimes Freyre para su denominación. La obra de Freire menciona personajes de la mitología nórdica y germánica, los estudios sobre Gesta Bárbara asumen que esta contraposición entre lo bárbaro, encarnado en lo indígena en Bolivia versus lo no indígena, se refleja en la denominación del movimiento.
Carlos Medinaceli conoció a Churata, Arturo Peralta, quien entonces no había adoptado ese seudónimo, si no que usaba el de Juan Cajal, en Potosí en 1918. Peralta había llegado a Bolivia teniendo 21 años invitado por el franciscano José Zampa, quien realizaba el trabajo de alfabetización con los niños de las familias mineras bolivianas, este tema interesó a Churata quien se trasladó a Potosí desde Puno. Peralta trabajaba como cajista para Zampa, en ese periodo entabló amistad con Medinaceli y el grupo de bohemios potosinos que formaban su círculo, entre ellos Armando Alba, Walter Dalence, Alberto Saavedra Nogales, José Enrique Viaña y Saturnino Rodrigo.
El primer número de la revista fue oficialmente presentado el 16 de junio de 1918 en un acto realizado en el teatro Skating que funcionaba en el antiguo templo de la Compañía de Jesús en la ciudad de Potosí. En su primera época, la revista tuvo diez números publicados por la Casa de la Moneda. Dejó de publicarse y se reanudó muchos años después.

Se indica que el leitmotiv de los escritores bárbaros podía entenderse por la frase de Carlos Medinaceli sobre la falta de cultura: 
“Como no hay ambiente para la cultura, (el intelectual) tiene que pugnar por crearlo, por lo menos, prepararlo para los que vengan después”. 
Las reuniones de quienes formaban parte se realizaban en la casa de María Dolores de Inostrosa, quien vivía en la calle Millares. Sin embargo, la única mujer en el grupo de escritores fue María Guadalupe Gutiérrez, educadora, escritora y activista por los derechos de la mujer, que en ocasiones cumplía el cargo de directora de la agrupación.

### Periodos e influencia
A partir de la primera época de Gesta Bárbara surgieron muchas otras Gestas en Bolivia, en La Paz el 7 de diciembre de 1944, en Cochabamba en 1946, en Sucre el 13 de marzo de 1948, en Oruro el 2 de abril de 1949, en Santiago de Huata el 24 de septiembre de 1950 y  en Tupiza el 17 de abril de 1951.
Se identifica la atención a este movimiento con la organización del Encuentro Nacional de Escritores e Historiadores sobre Gesta Bárbara que se realizó por primera vez en Potosí, en noviembre de 2017. En este espacio participaron autores como Adolfo Cáceres Romero, Mariano Baptista Gumucio, Ramón Rocha Monroy, Gaby Vallejo Canedo, Rosario Barahona, Rodrigo Urquiola, Armando Sánchez, Mario Araujo Subieta, Sonia Alemán de Uribe, Sisinia Anze, Gabriel Chávez Cazasola, Antonio Terán Cavero, Gonzalo Lema, Freddy Vargas, Luis Antezana, Alba María Paz Soldán, Vladimir Cruz Llanos y Gustavo Morales Méndez expusieron sus conocimientos y trabajos sobre este fenómeno de la literatura boliviana. A este grupo de escritores y académicos se sumaron algunos descendientes de los “bárbaros” como Ximena Medinacelli, Adrián Suárez Valda, Alfonso Rojas Moncayo, Gonzalo Molina y Ricardo Gonzáles Alba.
En décadas recientes, más de un siglo después de la presentación de la revista, se han publicado varias antologías rescatando números atrasados de la revista y se han publicado estudios sobre ambas etapas.